# セントラル線 (クイーンズランド州)
セントラル線（セントラルせん、英語: Central Line）は、オーストラリア・クイーンズランド州ロックハンプトン市 (en:Rockhampton Region) のRocklandsからウィントン市 (en:Shire of Winton) のウィントン駅までを結ぶQR（クイーンズランド鉄道）の鉄道路線である。
セントラル線からはいくつかの支線が分岐している。この記事ではこれらの支線についても述べる。

## 概要

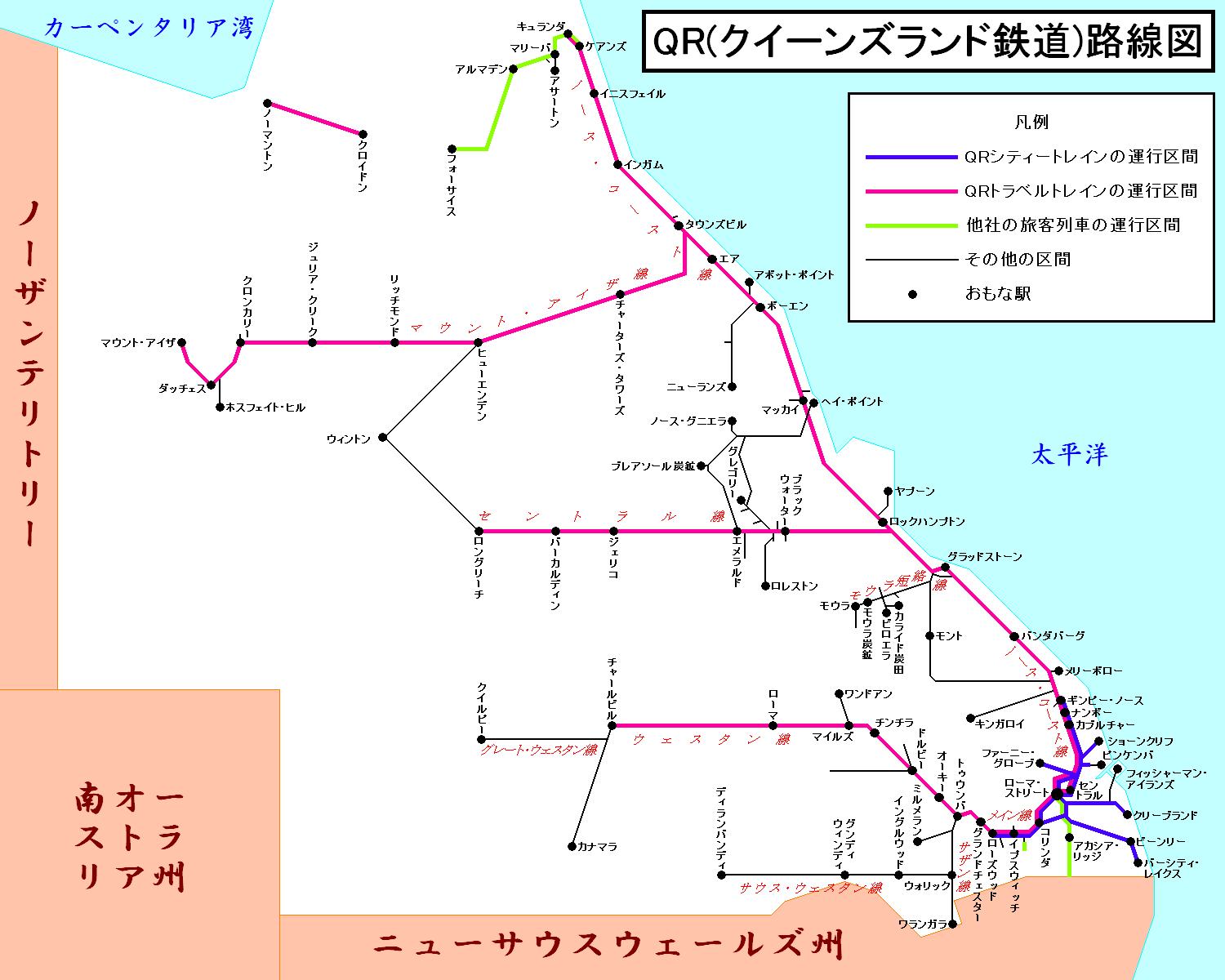
QR（クイーンズランド鉄道）路線図

東海岸のロックハンプトン地区から内陸部のセントラル・ハイランズ市 (en:Central Highlands Regional Council) に広がる炭鉱やさらに西のセントラル・ウェスト地方を結び、貨物輸送を主体とする路線である。ロックハンプトン駅 - Rocklands間の5.82kmの区間はのちにノース・コースト線に編入され、当路線はRocklandsでノース・コースト線から分岐する形態となった。起点のRocklandsから西に約700km進むとロングリーチ駅 (Longreach) に至る。その後は北西に約200km進んで終点のウィントン駅に到達する。ウィントン駅ではマウント・アイザ線ヒューエンデン駅からの支線と接続している。
ブラックウォーター地区 (en:Blackwater, Queensland) ではいくつもの支線が炭鉱に向けて分岐している。ブラックウォーター駅（Rocklandsから189.18km）ではKoorilgahへの支線が南に分岐し、終点のKoorilgahの手前のTaurusではさらに南のLalehamに至る約30kmの専用線が接続している。Sagittarius（Rocklandsから192.09km）ではカラ駅 (Curragh) への支線が北に分岐している。Rangal（Rocklandsから195.53km）ではKinrolaへの支線が南に分岐し、この支線からさらにロレストン駅 (Rolleston) への支線が分岐している。Burngrove（Rocklandsから202.36km）ではグレゴリー駅 (Gregory) への支線が北西に分岐し、この支線からさらにエンシャム駅 (Ensham) やゴードンストーン駅 (Gordonstone) への支線が西に分岐し、終点のグレゴリー駅の手前のグレゴリー・ジャンクション (Gregory Junction) では東海岸のマッカイ市 (en:Mackay Region) からの路線に接続している。
エメラルド地区 (en:Emerald, Queensland) では南北に支線が分岐している。Nogoa（Rocklandsから263.11km）ではスプリングシュア駅 (Springsure) への支線が南に分岐している。エメラルド駅（Rocklandsから265.04km）ではクレアモント (Clermont) 方面への支線が北に分岐し、クレアモント駅の約20km先のブレアソール・ジャンクション (Blair Athol Junction) でマッカイ市からの路線に接続している。

### 路線データ
- 路線距離:
  - Rocklands - ウィントン駅 : 863.34km
    - （支線） ブラックウォーター駅 - Koorilgah : 16.50km
    - （支線） Sagittarius - カラ駅 : 12.07km
    - （支線） Rangal - Kinrola : 18.51km
      - （支線の支線） Kinrola Junction - ロレストン駅 : 106.82km

    - （支線） Burngrove - グレゴリー駅 : 65.86km
      - （支線の支線） Mackenzie - エンシャム駅 : 13.42km
      - （支線の支線） ゴードンストーン・ジャンクション - ゴードンストーン駅 : 12.84km

    - （支線） Nogoa - スプリングシュア駅 : 65.65km
    - （支線） エメラルド駅 - ブレアソール・ジャンクション : 約123km
- 軌間: 1067mm
- 複線区間: Wycarbah - Grantleigh、Tunnel - Dingo、Bluff - Rangal
- 電化区間（交流25,000V、50Hz）: 
  - Rocklands - エメラルド駅
    - （支線） ブラックウォーター駅 - Koorilgah
    - （支線） Sagittarius - カラ駅
    - （支線） Rangal - Kinrola
    - （支線） Burngrove - グレゴリー駅
      - （支線の支線） Mackenzie - エンシャム駅
      - （支線の支線） ゴードンストーン・ジャンクション - ゴードンストーン駅

## 運行形態
当路線ではQRナショナルが貨物列車を運行している。
ブラックウォーター地区やその周囲のBoonal、ブラックウォーター駅、Koorilgah、Laleham、カラ駅、Boorgoon、ロレストン駅、Yongala、グレゴリー駅、エンシャム駅、ゴードンストーン駅、ミネルバ駅 (Minerva) から石炭輸送列車がRocklands経由でノース・コースト線グラッドストーン地区 (en:Gladstone, Queensland) まで運行されている。オーキー・クリーク駅 (Oaky Creek) やジャーマン・クリーク駅 (German Creek) からグレゴリー・ジャンクション - Burngrove - Rocklands 間を経由してグラッドストーン地区まで運行される石炭輸送列車もある。
セントラル・ウェスト地方では主に穀物、家畜、コンテナ貨物を輸送する貨物列車が運行されている。
Rocklands - ロングリーチ駅間ではロックハンプトン駅経由でブリスベンのローマ・ストリート駅から直通するトラベルトレインの長距離旅客列車も週2往復が運行されている。

## 歴史
Rocklands - ウィントン駅間
1865年にロックハンプトンから西に向かう鉄道路線の建設が着手され、1867年にウェストウッド駅 (Westwood) までの路線が開業した。当初はピーク・ダウンズ地区 (Peak Downs) の金鉱と銅山を目指したものであったが、1870年代後半にピーク・ダウンズ銅山は枯れた。鉄道建設は続けられ1874年にGogangoまで、1879年にエメラルド駅まで、1880年にWithersfieldまで開業した。沿線に植民地はなかったので、線路が延伸するとともに町が作られた。エメラルド駅は南北に分岐する支線の結節点となった。当初この鉄道は「ノーザン鉄道」 (Northern Railway) と呼ばれていたが1878年に議会はこの鉄道を「セントラル鉄道」 (Central Railway) に改称した。続いて内陸部の牧畜業者のために1883年から順次延伸し1886年にバーカルディン駅 (Barcaldine) まで、1892年にロングリーチ駅まで開業した。1926年までロングリーチ駅が終着駅であったがその後延伸し、1928年にはウィントン駅まで開業しマウント・アイザ線ヒューエンデン駅からの支線に接続した。
Kabraで分岐する支線（中間部分の一部を除いて廃止）
1898年にKabra（Rocklandsから15.57km）からマウント･モーガン駅 (Mount Morgan) まで南下するラック式の区間を含む支線が開業した。その後Wowan、Rannesを経由して1917年にバララバ駅 (Baralaba) まで延伸し、さらにモウラ駅 (Moura)、Goolaraを経由して1927年にTheodoreまで延伸開業した。これはドーソン・バレー支線 (Dawson Valley branch) とも呼ばれる。一方、Rannesでこの支線から別の支線が分岐しKoorngoo、Earlsfield、ビロエラ駅 (Biloela) を経由して1925年にThangoolまで、1932年にLawgiまで開業した。ビロエラ駅の手前のDakenbaからは1953年にカライド炭田駅 (Callide Coalfields) への支線が開業した。これらはカライド・バレー支線 (Callide Valley branch) とも呼ばれる。1968年にノース・コースト線グラッドストーン地区からEarlsfield経由でモウラ駅までを結ぶモウラ短絡線が開業しグラッドストーン地区への短絡ルートが形成されると、Kabra - モウラ駅・Koorngoo間は廃止されセントラル線とは直接つながらなくなり、マウント･モーガン駅付近は保存鉄道に移管された。末端のGoolara - Theodore間とビロエラ駅 - Lawgi間も廃止された。
ブラックウォーター地区で分岐する支線
1967年にRangalからKinrolaまでの支線が、1970年にブラックウォーター駅からLalehamまでの支線が、1980年にBurngroveからグレゴリー駅までの支線が開業した。1982年にグレゴリー・ジャンクションからマッカイ市方面に至る路線の最初の部分が開業した。1983年にカラ駅までの支線が、1992年にグレゴリー駅への支線から分岐するゴードンストーン駅への支線が開業した。2005年にKinrolaへの支線から分岐するロレストン駅への支線が開業した
エメラルド地区で分岐する支線
1884年にエメラルド駅からクレアモント駅までの支線が、1887年にエメラルド駅（実際の分岐点はNogoa - エメラルド駅間）からスプリングシュア駅までの支線が開業した。1910年にクレアモント駅からブレアソールまで延伸した。
ジェリコ駅 - ヤラカ駅間（270.74km、全線廃止）

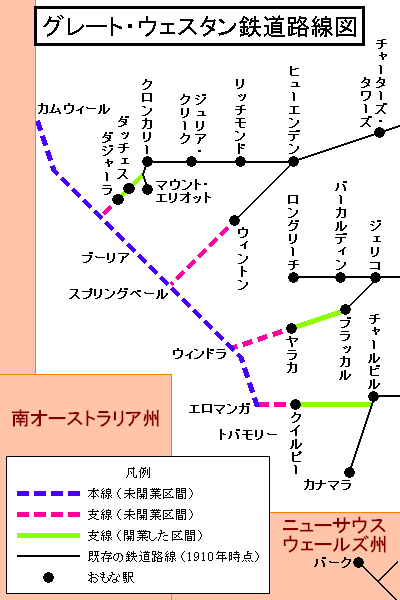
グレート・ウェスタン鉄道路線図: ブラッカル駅 - ヤラカ駅間はグレート・ウェスタン鉄道法に基づいて建設された。

 1908年にジェリコ駅 (Jericho)（Rocklandsから492.88km）から南西に分岐しブラッカル駅 (Blackall) に至る支線が開業した。グレート・ウェスタン鉄道計画の一環としてブラッカル駅からヤラカ駅 (Yaraka) まで西南西に延伸するフィーダー路線が1917年に開業した。グレート・ウェスタン鉄道は実現せず、ヤラカ駅より先には延伸しなかった。2005年に廃止された。